# 屯門体育会足球隊

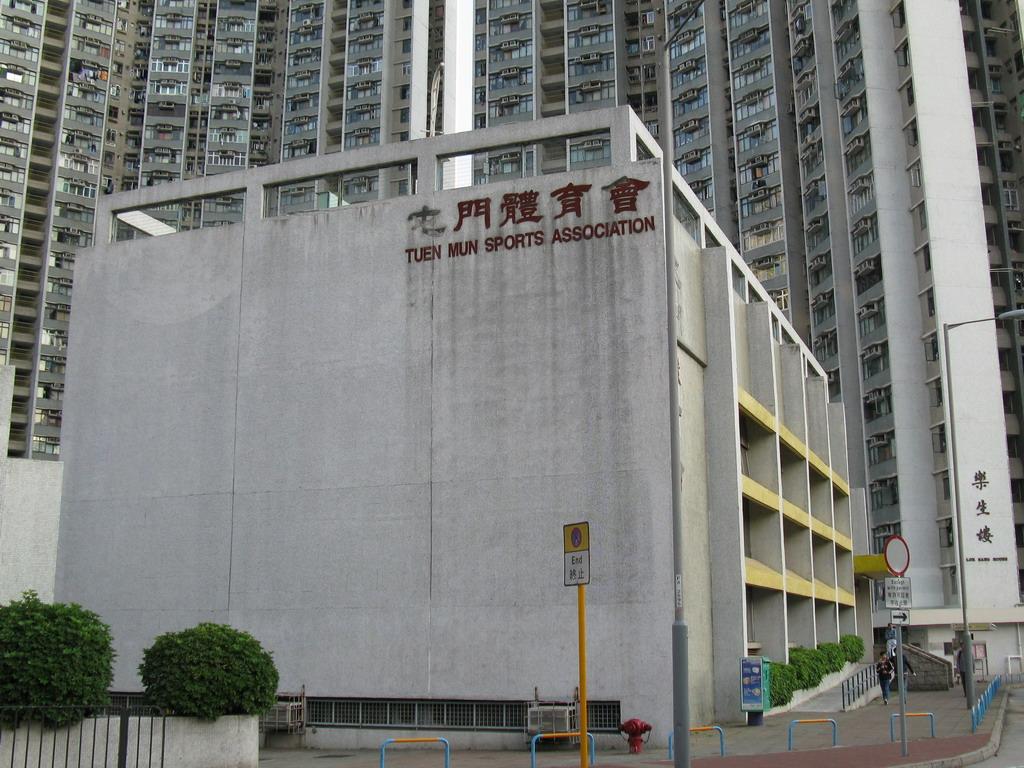
屯門体育会

屯門体育会足球隊 (中国語: 屯門體育會足球隊、略称：屯門 / テュンムン) は香港の屯門区を本拠地とする総合スポーツクラブ「屯門体育会」のサッカー部門である。屯門は2010年6月3日に香港サッカー協会の承認を経て2010-11シーズンに香港ファーストディヴィジョンリーグへの昇格を果たした。2011-12シーズン、屯門はSerbian Dejan Antonicを新監督に迎えた。

## 歴史

### 2012–13シーズン
2012–13シーズン、屯門は良いスタートダッシュを切り、6戦を終えて3位につけた。しかし、2012年10月30日に突然会長が辞任、李海強、葉子俊、凌琮及び4人の外国人選手といったキープレーヤーがクラブを離れることとなった。

## 獲得タイトル

### 国内
- 2部リーグ
  - 準優勝 (1): 2009–10
- 3部リーグ
  - 優勝 (1): 2008–09
- 3部地区リーグ
  - 優勝 (1): 2004–05